# Георгіос Делізісіс
Георгіос Делізісіс (грец. Γεώργιος Δεληζήσης, нар. 1 грудня 1987, Козані) — грецький футболіст, захисник клубу «Аріс».

## Ігрова кар'єра
У дорослому футболі дебютував 2007 року виступами за нижчолігову команду «Еордайос», в якій провів чотири сезони, взявши участь у 103 матчах чемпіонату. Більшість часу, проведеного у складі У складі, був основним гравцем захисту команди. Згодом захищав кольори інших нижчолігових клубів — «Понтіой Катеріні» та «Нікі» (Волос) у Гамма Етнікі, третьому за рівнем дивізіоні країни.
2012 року уклав контракт з клубом «Аполлон Смірніс», у складі якого провів наступні два роки своєї кар'єри гравця. Граючи у складі «Аполлон Смірніс» також здебільшого виходив на поле в основному складі команди і у першому з них виграв Футбольну лігу, завдяки чому на наступний сезон отримав шанс дебютувати у Суперлізі, вищому дивізіоні країни. Там він зіграв 29 матчів і забив 3 голи, але клуб посів передостаннє 17 місце і понизився у класі.
Після цього 2014 року Делізісіс на один сезон перейшов у «Ларису», після чого знову повернувся в «Аполлон», провівши у ньому ще два сезони у другому дивізіоні. Тренерським штабом нового клубу також розглядався як гравець «основи».
27 липня 2017 року «Аріс», що теж грав у другому дивізіоні, офіційно оголосив про підписання досвідченого захисника, з яким було укладено дворічну угоду. За підсумками дебютного сезону він посів з командою 2 місце і вийшов до Супергіги. 5 березня 2019 року Делізісіс підписав продовження контракту на період до літа 2021 року, а згодом став капітаном команди. Станом на 6 травня 2019 року відіграв за клуб з Салонік 73 матчі в національному чемпіонаті.